# Félix Francoz
Pour les articles homonymes, voir Francoz.
Félix Aimé Francoz, né le 3 juillet 1847 à Trévignin (Duché de Savoie) et mort le 26 janvier 1921 à Annecy (Haute-Savoie), est un médecin et homme politique français.

## Biographie
Il fait des études de médecine. Alors interne aux hôpitaux de Lyon durant la guerre de 1870, il est mobilisé en tant que médecin aide-major. Au lendemain de la guerre, il s'installer à Annecy où il continue sa carrière dans le domaine médical.

## Mandats
Il fut :
- 1881 à ? : Conseiller municipal de la ville d'Annecy
- 1886 à ? : Conseiller au Conseil général de la Haute-Savoie
- 1893 à 1904 : Président du Conseil général de la Haute-Savoie (à la mort de Alfred Chardon )
- 1893 à 1909 :  Sénateur de la Haute-Savoie (Succédant à Louis Chaumontel)

## Publication
- Essai sur le diagnostic et le traitement de l'hépatite et des abcès du foie, 1875.